# Agrilus lacustris
Agrilus lacustris är en skalbaggsart som beskrevs av Leconte 1860. Agrilus lacustris ingår i släktet Agrilus och familjen praktbaggar. Inga underarter finns listade i Catalogue of Life.